# Silbermond
Silbermond (en alemany: lluna de plata) és un grup de música pop-rock originari de Bautzen, Saxònia, Alemanya. Les seves cançons més conegudes són Symphonie i Das Beste. Han estat premiats diverses vegades amb premis importants dins el panorama musical alemany, com el Comet o l'ECHO.

## Membres
- Stefanie Kloß (Bautzen, 31 d'octubre del 1984)
- Johannes Stolle (Bautzen, 23 de juny del 1982)
- Thomas Stolle (Bautzen, 23 de setembre del 1983)
- Andreas Nowak (Bautzen, 30 de desembre del 1982)

## Història
Els membres del grup es reuniren per primera vegada el 1998 quan varen participar en el projecte musical Ten Sing. Dos anys més tard van decidir formar llur propi grup. Com a resultat, van començar a treballar localment sota el nom de JAST (acrònim compost per la inicial de cada membre). El 2001 van canviar el nom per Silbermond, alhora que començaren a cantar en alemany per primera vegada.
El gener del 2004 el grup tingué l'oportunitat de fer acte d'obertura per a la cantant Jeanette Biedermann, i després van llançar llur primer senzill Mach's Dir Selbst, que fou seguit per l'àlbum Verschwende deine Zeit, que va ser doble platí a Alemanya i Àustria.

## Discografia
- Verschwende deine Zeit (2004)
- Laut Gedacht (2006)
- Nichts Passiert (2009)
- Himmel auf (2012)